# Округ Вустер (Масачусетс)
Округ Вустер (енгл. Worcester County) је округ у америчкој савезној држави Масачусетс.

## Демографија
По попису из 2010. године број становника је 798.552, што је 47.589 (6,3%) становника више него 2000. године.
| Група             | 2000.           | 2010.           |
| Белци             | 649.227 (86,5%) | 644.299 (80,7%) |
| Афроамериканци    | 20.498 (2,7%)   | 33.314 (4,2%)   |
| Азијати           | 19.700 (2,6%)   | 31.815 (4,0%)   |
| Хиспаноамериканци | 50.864 (6,8%)   | 75.422 (9,4%)   |
| Укупно            | 750.963         | 798.552         |